# Горожанка (притока Кабанівки)
Горожанка — річка в Україні у Львівському районі Львівської області. Ліва притока річки Кабанівки (басейн Західного Бугу).

## Опис
Довжина річки 6 км, найкоротша відстань між витоком і гирлом — 4,24  км, коефіцієнт звивистості річки — 1,36 . Формується декількома безіменними струмками та загатами.

## Розташування
Бере початок на південно-західних схилах гори Монастир (357 м). Тече переважно на північний схід через село Шоломинь і у селі Звенигород впадає у річку Кабанівку, притоку річки Білка.

## Притоки
- Водники, Коцурівський (праві).

## Цікаві факти
- Біля витоку річки на південно-західній стороні на відстані приблизно 488 м пролягає автошлях Н09[3] (автомобільний шлях національного значення на території України. Проходить територією Закарпатської, Івано-Франківської та Львівської областей.)
- На річці існує газова свердловина[4].